# Riksväg 83
Der Riksväg 83 ist eine schwedische Fernverkehrsstraße in Gävleborgs län und Västernorrlands län. 

## Verlauf
Die Straße zweigt in Tönnebro vom Europaväg 4 ab und verläuft in nordwestlicher Richtung über Skog und weiter am Südwestufer des Sees Bergviken über Sibo, wo der Länsväg 272 einmündet, Bollnäs, wo sie den als Bergslagsdiagonalen bekannten Riksväg 50 kreuzt, über Arbrå und weiter am See Orsjön entlang nach Ljusdal, wo sie den Riksväg 84 kreuzt, weiter dem Ostufer des Sees Hennan folgend nach Östavall am Holmsjön, wo der Länsväg 315  einmündet, und schließlich über Ånge zum Europaväg 14, an dem sie endet.
Die Länge der Straße beträgt 246 km.